# Dezső Szenkár
Dezső Szenkár (* 27. Januar oder 28. Januar 1894 in Budapest; † 5. Dezember 1962 ebenda) war ein ungarischer Komponist und Kapellmeister.

## Leben
Er war ein Sohn von Nándor Szenkár. Nach seinem Schulabschluss absolvierte er ein Studium an der Königlich-Ungarischen Musikakademie. Seine Lehrer waren Leó Weiner, Albert Siklós und Dezső Antalffy-Zsiross.
Ab 1923 arbeitete er am Unió-Theater in Budapest. 1927 wurde er Kapellmeister am Stadttheater in Innsbruck. Danach wirkte er an Bühnen in Stockholm, Berlin, Helsinki und Paris. In dieser Zeit komponierte er hauptsächlich Musik für das Theater. 1939 kehrte er nach Budapest zurück.
Er schrieb unter anderem Lieder, kammermusikalische Werke, Ballettmusik, Operetten und Filmmusik.

## Werkauswahl
- A biarritzi Vénusz, Operette
- Altatódal für Singstimme und Klavier
- Bethlehemi Királyok für Kinderchor und Orgel, zu einem Gedicht von Attila József
- Boldog királyfi, Ballettmusik
- Jöjj hát, táncolj! für Singstimme und Klavier
- Tiszaparti szerelem, Operette
- Zengve szállj, nótaszó! für gemischten Chor mit Klavierbegleitung